# Tironut

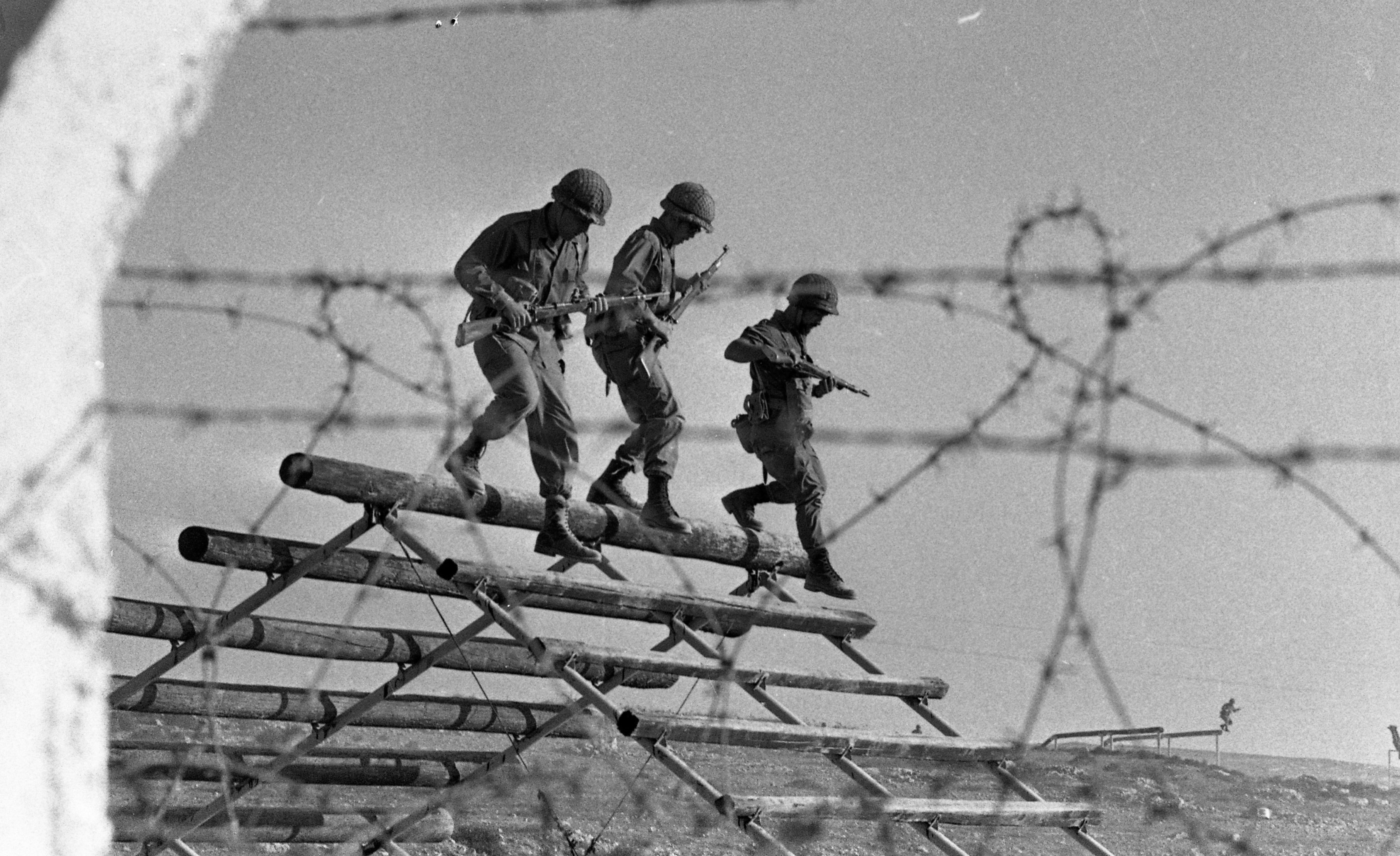
tironut, 1969

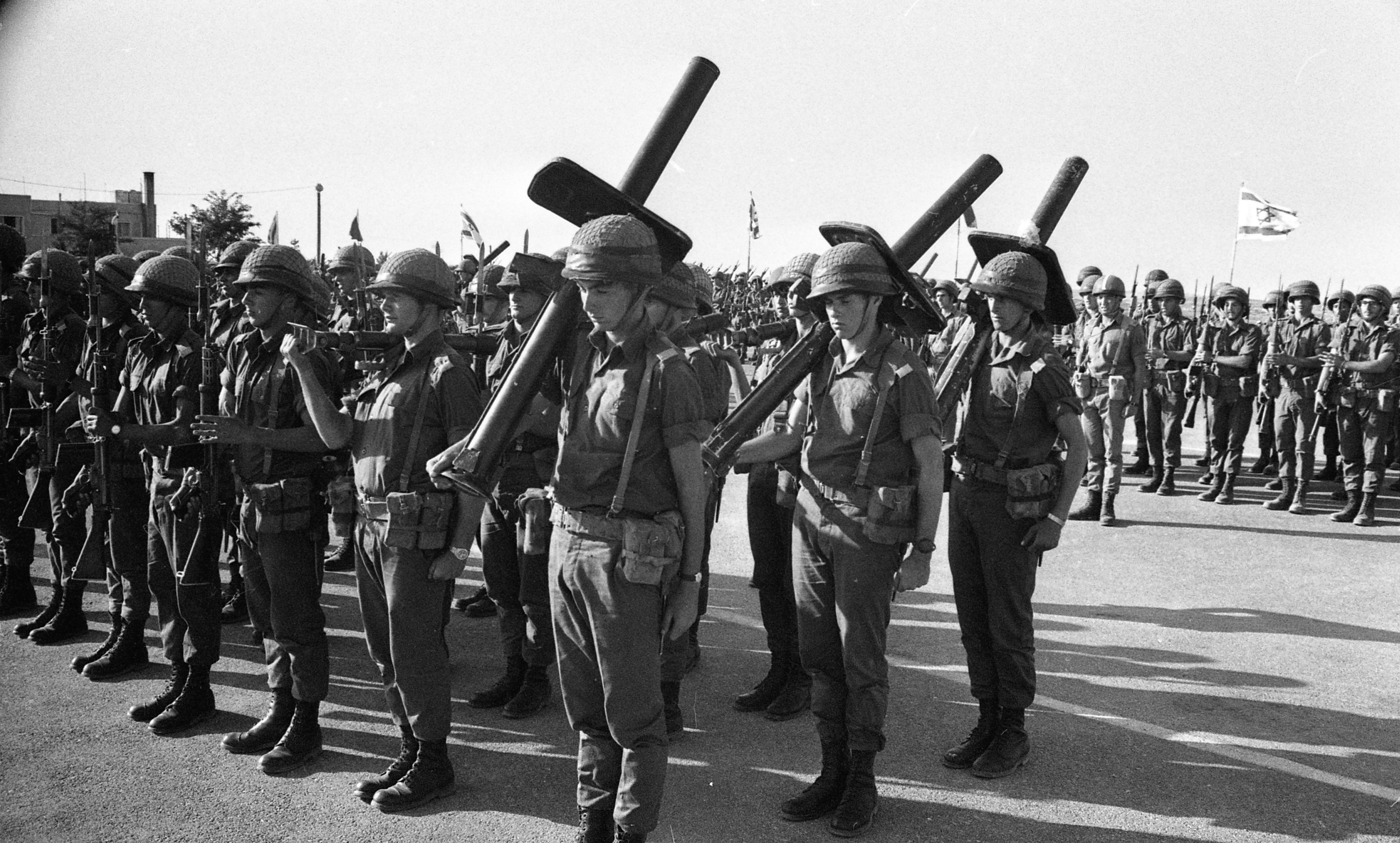
Tironut, 1969

Tironut (in ebraico טירונות‎?) è il termine ebraico con il quale si definisce l'addestramento delle reclute nelle Forze di Difesa Israeliane. L'addestramento è suddiviso in diversi livelli di difficoltà, con notevoli differenze tra i diversi corpi e le diverse unità. Al termine di ogni Tironut ogni recluta riceve un certificato che può andare dal certificato di livello 01 anche detto Rifleman 01 al livello 07 che attesta invece un elevato livello di preparazione. In genere tutte le reclute impiegate in unità non di prima linea ricevono un certificato di livello 02 e vengono di seguito istruite per lo svolgimento di compiti di natura logistica, mentre le reclute che prestano servizio nel corpo di artiglieria o nel corazzato ricevono come minimo un addestramento di livello 03 e sono certificati come Rifleman 03. I corpi di élite come ad esempio l'unità Yahalom del genio militare israeliano o il Sayeret Matkal dispongono di un proprio corso di addestramento che dura come minimo un anno e che funziona indipendentemente dall'addestramento delle restanti reclute. Tutte le reclute durante il periodo di addestramento vestono nella tipica divisa verde oliva delle forze armate israeliane mentre il basco con il colore del rispettivo corpo lo ricevono esclusivamente al termine del Tironut. Durante il periodo di addestramento il berretto assegnato alle reclute è un basco di colore Cachi.

## L'addestramento
All'inizio di ogni corso di addestramento ci sono una serie di giorni che servono alle reclute per ambientarsi e durante i quali vengono istruite sulle usanze militari. Questi giorni vengono ritenuti da molti i giorni più difficili. Dopo questa prima fase di ambientazione inizia il vero e proprio addestramento. L'addestramento prevede anche un'ampia parte teorica nella quale vengono presentati argomenti di tipo storico militare. Specialmente durante il moreshet krav alle reclute vengono illustrate le operazioni condotte in passato dall'IDF. Durante tutto l'addestramento è proibito ai sergenti istruttori fare uso di punizioni fisiche o verbali, pertanto le punizioni si limitano a esercizi fisici aggiuntivi da svolgere o alla sospensione delle licenze. Pertanto è possibile che reclute indisciplinate debbano passare più tempo in caserma o ricevano meno permessi.
Al termine dell'addestramento base le reclute effettuano il giuramento e ricevono infine il basco nei colori del proprio corpo. Successivamente le reclute vengono indirizzate ai loro addestramenti professionali rispettivi. In molte unità al termine dell'addestramento base avviene il cosiddetto distance-breaking in seguito del quale il rapporto tra i superiori e la recluta diviene meno formale. In genere questo si manifesta con il chiamare per nome le reclute e non più chiamandole con il loro cognome. In unità combattenti questo passo avviene invece spesso solamente dopo il rispettivo addestramento professionale.

## Certificazioni
Ogni livello di preparazione ha un determinato numero di requisiti che devono essere soddisfatti. In genere però la preparazione delle reclute va oltre a quella richiesta dal rispettivo livello. Alcuni programmi di addestramento prevedono un programma esteso che copre anche quello di livello successivo. Questo è il caso per il certificato Rifleman 02 extended che prevede anche parte della preparazione del Livello 03. Tuttavia tale certificazione non permette alla recluta di svolgere compiti che richiedono un livello di addestramento 03. Di fatto il livello di preparazione riconosciuto resta pur sempre quello 02.
Di seguito vengono riportati i requisiti per i livelli 02 e 03 che corrispondono ai rispettivi livelli Rifleman 02 e Rifleman 03:

### Rifleman 02
- conoscenza base nell'utilizzo del fucile d'assalto M16
- capacità di impiego del fucile d'assalto M16 contro un bersaglio
- nozioni base sulle apparecchiature radio e delle procedure di utilizzo
- capacità di prestare un primo soccorso a compagni feriti
- nozioni base su come proteggersi da minacce batteriologiche, chimiche e nucleari

### Rifleman 03
- conoscenza base nell'utilizzo del fucile d'assalto Galil
- capacità di impiego del fucile d'assalto Galil contro un bersaglio
- conoscenza base nell'utilizzo della mitragliatrice M240 "MAG"
- conoscenza nell'impiego di diversi tipi di bombe a mano
- nozioni sulla navigazione e sull'utilizzo di carte geografiche
- istruzione sulle diverse manovre di combattimento